# 강원개발공사
강원개발공사(江原開發公社, 영어: Gangwon Development Corporation)는 강원특별자치도청이 출자해 1997년 1월 10일 설립한 공직유관단체이다. 강원도 내의 지역 개발 사업을 맡고있다. 세부적으로는 공공주택 건설, 공공기관 시설 건설, 산업단지 개발, 택지 개발, 신재생에너지 사업, 2018 동계 올림픽 시설 운영 등을 수행하고있다.

## 역사

### 적자 운영
우량 공기업으로 평가받아왔던 해당 공사는 2018년 동계 올림픽의 유치 계획을 이유로 강원도청으로부터 알펜시아 리조트 건설과 운영을 지시받게된다. 리조트 건설에는 자금 1조 6,000억원이 투입됐다. 이후 공단의 재정은 2008년 34억원 흑자를 기록한 이후 적자로 돌아섰다. 이는 2009년 개점하게 된 알펜시아 리조트의 미흡한 운영과 부진한 분양 실적 때문이었다. 자금 유동성이 악화되었고 2010년에는 적자 규모가 519억원까지 늘어났다. 행정안전부 경영평가에서 8년 연속 최하인 '마'등급을 기록하였다. 구조조정이 진행되어 일부 직원들이 떠났고, 청산이 논의되기도 했다. 하지만 알펜시아 리조트의 분양 실적이 해마다 개선되어 2016년에는 적자 규모가 13억원까지 줄었다. 결국 2017년 64억원의 흑자를 기록하게 되었고, 경영평가에서도 2단계 상승한 '다'등급을 받는다.

### 흑자 전환
한편 2017년 10월부터 2018년 동계 올림픽 준비가 시작되면서 오히려 리조트의 스키장 영업이 중단돼 손실을 보기도 했다. 2018년에 이루어진 가결산 결과가 매출 1731억원에 당기순이익 60억원으로 나오면서 2019년에도 흑자는 이어질 것으로 예상되었다. 최고급 리조트인 알펜시아 에스테이트의 분양으로 556억원, 골프회원권 108억원, 콘도 42억원의 판매고를 기록하는 등 알펜시아 분양 사업에서 795억원의 매출을 냈기 때문이다. 이에 1조 원이 넘던 부채는 자산 매각과 현물 출자 등으로 크게 줄었다. 2018년 말 기준으로 남은 부채는 알펜시아 리조트 관련 7,985억원을 포함한 총 8,564억원이고, 2018년의 이자 비용으로 194억원이 있다. 2018년 말의 부채 비율은 222%로 행정안전부의 권고 기준인 252% 안에들어 안정적인 수준이 되었다.
청렴도 역시 개선되었다. 국민권익위원회가 대한민국의 공공기관을 대상으로한 '종합 청렴도' 검사에서 최저 5등급 중 2017년 4등급을 받았으나, 2018년 1단계 오른 3등급을 받았다. 이러한 노력의 결과로 2019년 5월 3일에 열린 2019년 상반기의 '지방공사 공단 CEO 리더십 포럼' 행사에서 도 지방공사·공단 중 유일하게 우수기관으로 선정되어 행정안전부로부터 기관 표창을 받았고, 소속 직원 2명 역시 공로가 인정되어 '지방 공기업 발전 유공 포상'을 수상하였다.

### 올림픽으로 인한 손해 배상액 분쟁
2018 동계 올림픽이 끝나자 공단은 올림픽으로 중단된 운영으로 인한 손실 보상을 요구하였다. 하지만 2018평창동계올림픽대회및동계패럴림픽대회조직위원회가 제시하는 손실 산출액과 공단이 주장하는 산출액이 차이를 보이자 분쟁으로 이어졌다. 서울중앙지방법원에서 2018년 4월 22일 1차, 6월 22일 2차 민사조정이 이루어졌고, 결국 2018년 7월 17일 열린 3차 민사조정에서 서로간의 양보가 이루어져 조직위원회가 30억원을, 강원도청이 30억원을 공단에 지급하는 것으로 최종 합의하였다. 이로서 민사소송으로 번지지 않게 되었다.

## 소유
- 알펜시아 리조트
  - 알펜시아 스키점프 경기장
  - 알펜시아 크로스컨트리 및 바이애슬론 센터
  - 올림픽 슬라이딩 센터
  - 알펜시아 컨벤션 센터
  - 알펜시아 국제 방송 센터